# Курама-рю
Курама-рю (яп. 鞍馬流 ) — древняя школа кэндзюцу, классическое боевое искусство Японии, основанное между 1573 и 1593 годами мастером по имени Оно Сёкан (яп. 大野将監).

## История
Школа Курама-рю была основана между 1573 и 1593 годами мастером по имени Оно Сёкан в области Киото. Деталей о его жизни почти не сохранилось, большинство документов были уничтожены или утеряны во время Второй Мировой войны.
В 1886 году из наиболее грамотных полицейских бойцов на мечах была создана техническая комиссия, которая должна была выработать стандартные ката для нужд полиции. Комиссия утвердила 10 техник, куда попала одни из ката школы Курама-рю — Хэнка.
Согласно документу Бугэй Рюха Дайдзитэн, опубликованного в 1916 году, 15-й глава школы, Сибата Эмори, унаследовал традиции школы от Канэко Сукэсабуро. Сибата получил мэнкё кайдэн в возрасте 18 лет. Помимо Курама-рю он изучал техники фехтования школы Оно-ха Итто-рю. Эмори открыл додзё Сюсэйкан в Ёцуя, Токио, который действует до сих пор.
По состоянию на 2009 год школа Курама-рю входит в состав организации Нихон Кобудо Кёкай. Её возглавляет 18-й сокэ, Сибата Акио, сменивший предыдущего хранителя традиций стиля, Сибата Тэцуо.

## Программа обучения
В основной программе обучения школы присутствуют 7 ката кэндзюцу и 5 иайдзюцу.

### Кэндзюцу ката
Несмотря на то, что набор кэндзюцу ката школы Курама-рю состоит из нескольких техник, их результативность крайне эффективна. Ката школы представлены ниже:
1. Сэйтокэн;
2. Сэндэн;
3. Эмпи;
4. Сэйган;
5. Хэнка (в современном кэндо техника известна как макиотоси);
6. Кисо;
7. Суйся.

## Генеалогия
Из-за утери дэнсё восстановить полную линию передачи традиций школы Курама-рю не представляется возможным. Из сохранившихся данных известны следующие мастера школы:
1. Оно Сёгэн (яп. 大野将監);
2. Хаясидзаки Дзинсукэ (яп. 林崎甚助);

1. Канэко Сукэсабуро (яп. 金子助三郎);
2. Сибата Эмори (яп. 柴田衛守);
3. Сибата Сусуму (яп. 柴田勧);
4. Сибата Тэцуо (яп. 柴田鐵雄);
5. Сибата Акио (яп. 柴田章雄).